# Galgóc

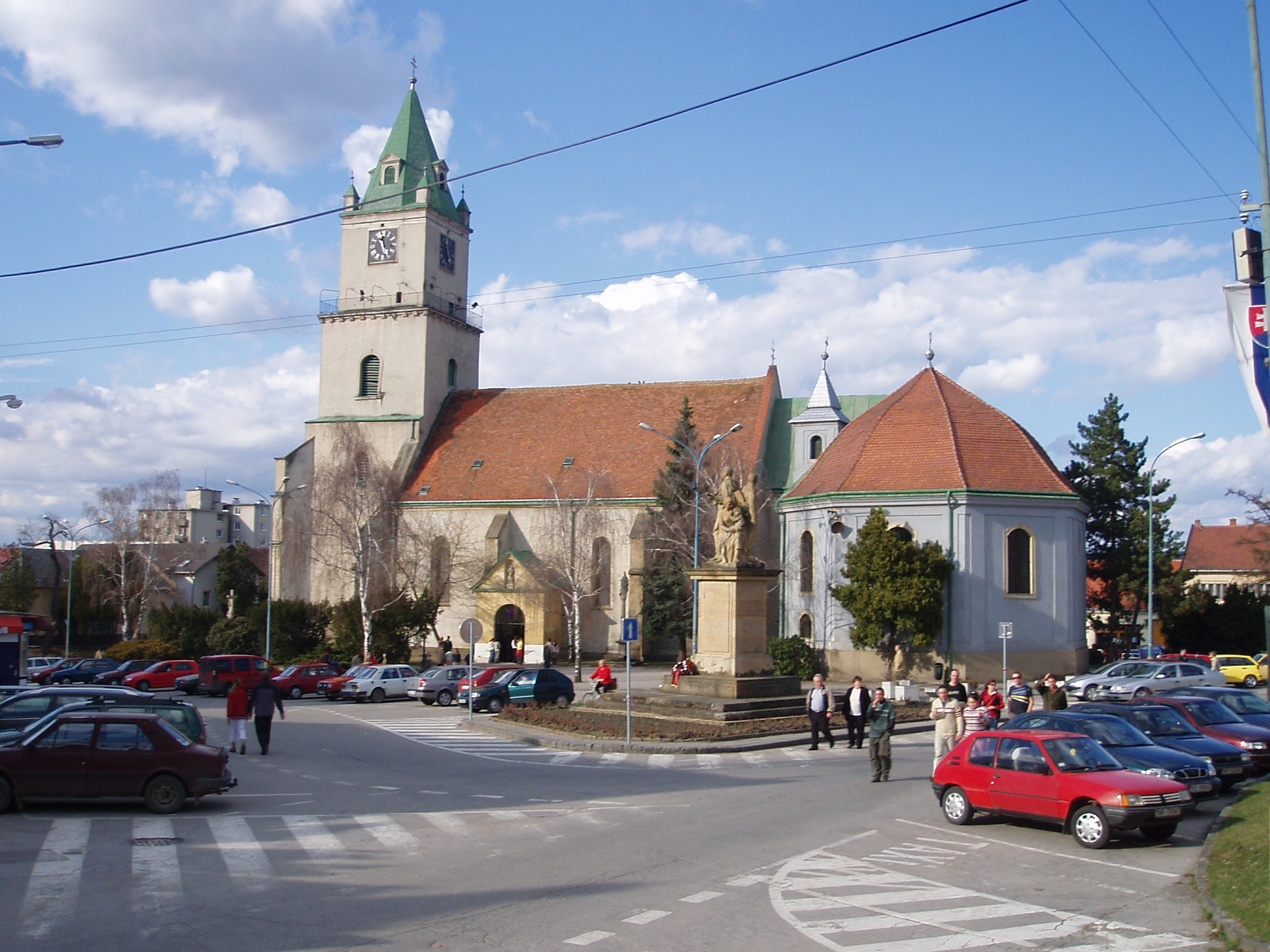
A római katolikus templom

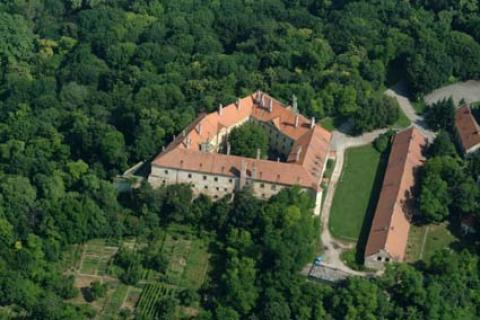
A kastély légifotója

Galgóc (szlovákul Hlohovec, németül Freistadt) város Szlovákiában. A Nagyszombati kerület Galgóci járásának székhelye.

## Fekvése
Nagyszombattól 19 km-re északkeletre, nagyrészt a Vág bal partján, az Inóc-hegységtől délre fekszik. Beregszeg (a Vág jobb partján) és Vágszentpéter tartozik hozzá.

## Története

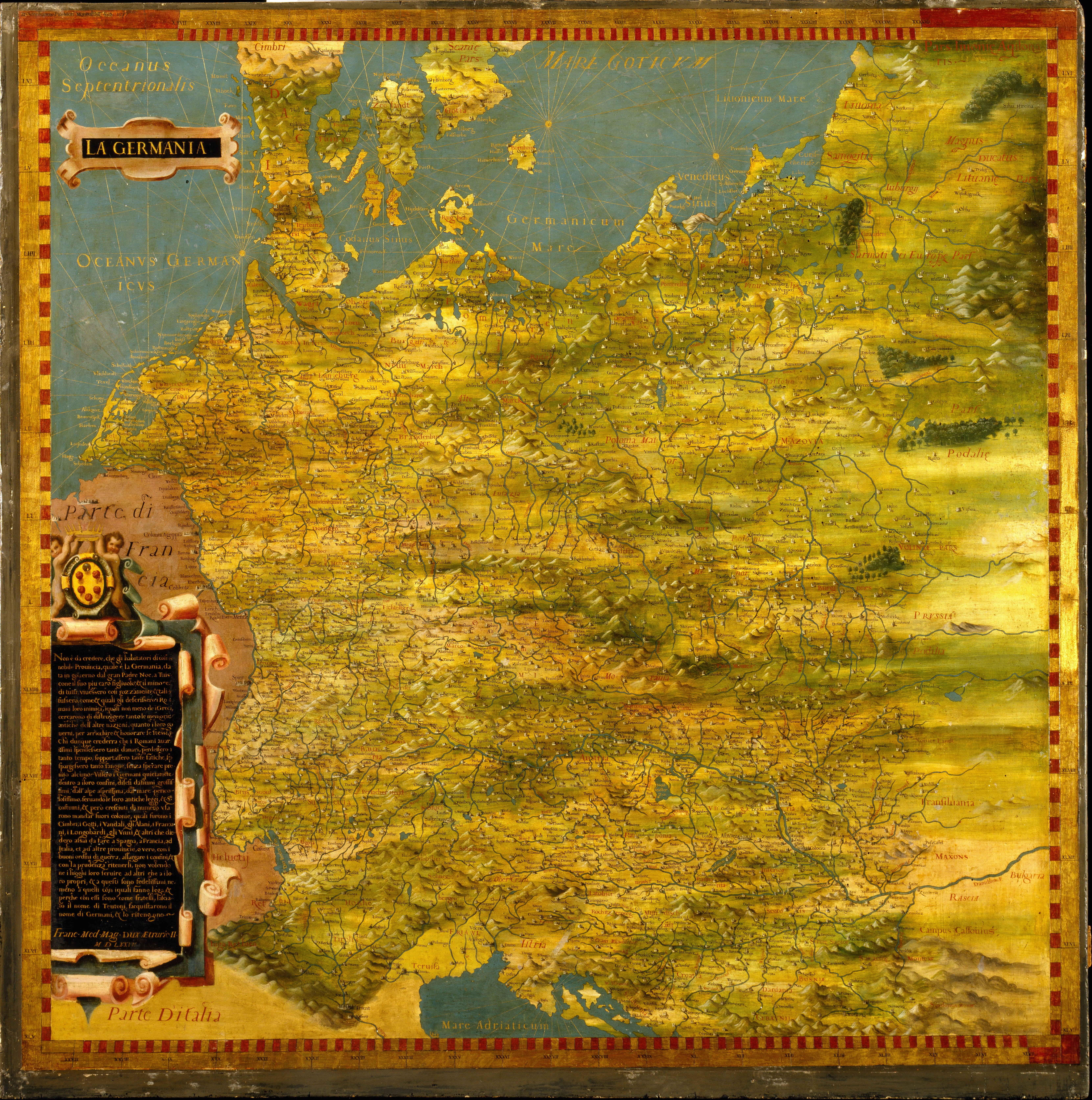
Galgóc az 1577-es firenzei térképen

Határában tarsolylemezes honfoglaló sírt találhattak 1868-ban.
Galgóc az Árpád-korban várispánsági székhely, de várát 1294-ben már elpusztult erődítményként említik. Kont Miklós nádor 1349 és 1369 között új várat építtetett a Vág mellett. 1431. november 9-én Galgóc és Illava között győzte le a magyar sereg a huszitákat. 1524-ben mihályi Ládonyi Miklós (fl. 1499–1545), Galgóc várnagya. 1644. április 9-én itt szenvedett vereséget I. Rákóczi György vezére, Kapronczay György a Johann Götz vezette császári erőktől. Várát 1665-ben a török elfoglalta, ami az ostromban erősen megrongálódott. 1703. október 29-én Schlik császári tábornok foglalta el Károlyi Sándor generális kuruc serege elől menekülve, de november 29-én a magyarok visszavették. A Habsburg-párti Erdődy-család 1715-ben a romos épületet kastéllyá alakította át, amelynek egyes részein ma is látszik az erődítmény jelleg. 1802-ben a parkban színházterem épült, ahol Ludwig van Beethoven is adott hangversenyt. Kórházát 1809-ben alapították.
Vályi András szerint: "GALGÓTZ. Frajstadl. Frajstak. Mező Város, és hajdani Vár Nyitra Vármegyében. Eredete homályban vagyon. Turótzi szerént, Parte II. Chron. Hungariæ cap. VII. p. 32. itten telepedett vala meg Lehell, a’ ki a’ Cseheket, vagy Morvákat e’ vidékről elkergette vala. Hajdani Várának maradványa bizonyíttya nagy régiségét, és az előtt különös betsben tartatott, ’s falai a’ Királyok képeikkel ékeskedtek. Robert Károly alatt a’ nevezetes Trentséni Máténak birtokában vala. Mátyás, és Ulászló Királyok alatt pedig Újlaki Lőrintz bírra, a’ ki mag nélkűl meghalálozván, IIdik Lajos Király, Thurzó Eleknek ajándékozá Galgótzot, 1523dikban, ’s minekutánna ennek maradékai is ki haltak vala, Forgách Ádam vette vólt meg kész pénzen a’ Királyi Fiskustól: de Simonnak Rákótzihoz lett elpártolása miatt elvétettetett, és 1721diktől ólta Gróf Erdődy Uraságoknak birtokokban van. Meg hódoltatták e’ Várat Botskay, és Betlen; 1663dik esztendőben elégett vala, és az Ozmanoknak birtokokba jutott, a’ kik azt meg is erőssítették, és itten, míg az 1664dikben kötött békeség szerént ki nem űríttetett, kűlömbféle prédálásokat tettek. Annakutánna pedig Montekukuli által oltalmaztatott. A’ tizenhatodik században könyvnyomtató ház is vala itten, mellyben külömbféle magyar, és deák könyvek jöttek világ eleibe. Szerentsétlen vólt e’ Város 1739dik esztendőben, mivel a’ pestis, vagy döghalál által nagy részént kiűríttetett. Egyébaránt nevezetes, és gazdag kereskedő Város vólt. Híres kenyér sütők is valának itten. Nevezetesíti továbbá e’ helyet a’ Szent Ferentz Szerzetebéli Atyáknak Klastromjok, és minden Szenteknek tiszteletekre épűltt Szentegyházok a’ Városnak Templomán kivűl. Lakosai katolikusok, fekszik Nyitrához két mértföldnyire, Vág vize mellett, mellytől gyakorta károsíttatik. Határbéli földgyei második Osztálybéliek, de mivel szőleje nagy, és termékeny, ’s gabonája ’s bőven terem, ’s mind Országos, mind pedig héti vásárjai vagynak, és helyben eladásra jó módgyok van, réttyei első Osztálybéliek, legelője elég, malma, piatzozása helyben, és lápokkal való kereskedésre Vág vizén, melly határján keresztül foly, jó alkalmatossága, első Osztálybéli."
Fényes Elek szerint: "Galgócz, (Freystadtl, Eleutheropolis), vegyes tót-német m.v. Nyitra vmegyében, a Vágh bal partján; Pozsontól 8, Nyitrától 2 1/2 mfd távolságra, egy igen kies vidéken: 3712 kath., 30 evang., 1 ref., 12 óhitü, 478 zsidó lak. Emlitést érdemelnek, a kath. paroch. templom, melly alatt van a gr. Erdődy család temetkező helye; franciscanus klastrom; a postaház; az urasági tisztek lakházai s más privát épületek és boltok; a Synagóga. – A piacz közepén láthatni egy régi kerek lapos tornyot, melly hihetőképen a török idők maradványa. – A Vághon van egy fahid, számos hajó-malmok. – Lakosai gabonával, lóval, szarvasmarhával, de kiváltképen épületre való fával, faeszközökkel, mellyek a Vágon Árva és Liptó vmegyéből hozatnak, eleven kereskedést üznek. – Heti vásárai népesek; országos vásárait pedig a jó lovak kedvéért sokan meglátogatják. Ezenkivül a lakosok mindenféle kézi mesterségeket folytatnak; sőt a Thurzók alatt könyvnyomtató mühely is vala itt; egy evang. gymnasiummal együtt; de ma már e helyett csupán egy kath. polgári oskola van. – Határa nagy kiterjedésü; szántóföldei, rétei termékenyek, de az áradástól gyakran rongáltatnak. – Szőlőhegye igen tágas, és sok, és nagyon középszerü bort terem. – A hegynek déli oldalán áll régi s a történetekben is nevezetes vára. Ezt a XIV-ik század elején a hatalmas Trencséni Máté birta, ki legyőzettetvén a fiskusra szállott. Későbben Corvinus Mátyás alatt Ujlaky Lőrinczet ismerte urának; II-ik Lajos pedig Thurzó Eleknek ajándékozta. Kihalván ezen család, Forgács Ádám nyerte el a hozzá tartozó uradalommal együtt, letévén érte 180,000 frtot. De Forgács Simon a Rákóczy Ferencz egyik fővezére több jószágaival együtt elvesztette, s ekkor az Erdődy családnak adatott kir. adomány-képen, s most is gr. Erdődy Jósefné birja. A török háboruban a város sokat szenvedett a törököktől, tatároktól, sőt 1663-ban a várat is elfoglalták, magára hagyván azt hiteszegett őrzőserege, a Rákóczyaknak pedig nagy fontosságú erősségük vala ez, mint a Vágon való szabad általkelésnek főbástyája. A mostani özvegy grófnének férje mind a várnak mind a különös szépségü kertnek ékesitésére nagy somma pénzt költött, s természeti fekvésétől is segíttetvén, azt – minthogy innen a Vág kies s ezer változásokkal teljes völgyére felséges kilátás esik – egy a legszebb lakhelylyé formálta egész hazánkban."
Nyitra vármegye monográfiája szerint: "Galgócz város, nagyközség, a Vág balpartján Nyitrától nyugotra, 25 kilométerre fekszik. A város a Vág balpartján, a Várhegy és Töröksáncznak is nevezett hegy oldalán, illetőleg a Várhegy és Gáborhegy közötti völgyben terül el. A budapest-zsolnai és a nyitralundenburgi vasútvonalaknak egyik fontos csomópontja; a Nyitrával való vasúti összeköttetés azonban csak 1897 végén létesült. A Vágvölgynek messze a vármegye határán is túl terjedő ipari és kereskedelmi központja. Lakosainak száma 7216, köztük 438 magyar, 1185 német, 5526 tót. Vallásuk r. katholikus, de sok az izraelita is: 1266, tehát a lakosság hatodrésze. A város történeti szerepléséről más helyen lévén szó, itt csak azokat a birtokváltozásokat említjük fel, melyek Galgócz várát és a hozzá tartozott községet közvetlenül érintették. 1275-ben IV. Kun László Aba fiának adományozta. III. Endre király 1294-ben gróf Ábrahámnak adta, 1359-ben pedig már Ujlaky Lőrincz kezébe került. 1453-ban még mindig az Ujlakyak birták, azonban 1524-ben II. Lajos, Thurzó Eleknek adományozta. 1598-ban Thurzó Szaniszlóé és Kristófé volt, 1642-ben pedig Forgách Ádámé. 1720-ban került gróf Erdődy György birtokába, kinek utódai a Várhegyen fekvő és a régi vár helyén épült nagyszabásu várkastélyt, a hozzátartozó nagy kiterjedésű uradalmakkal maig is bírják. Jelenlegi tulajdonosa gróf Erdődy Ferencz.
A régi vár egyes részeinek romjai még ma is láthatók. Ide tartozik a még ma is fennálló Lehel tornya, melyet a hagyomány Lehel vezértől eredőnek tart, valószinübb azonban, hogy török építmény. A mostani várkastély az 1665-iki török foglalás és a vár lerombolása után épült annak helyén. A várhegy oldalán az ország egyik legszebb parkja terül el. A kastélyhoz, erősen emelkedő, gyönyörű, egyenes, széles út vezet, melynek két oldalán sűrű, gondosan nyesett fasor vonul végig, utat engedve a kastélyból a szabad kilátásnak a városra. A várkastély terjedelmes plateaun áll, előtte, jobbra, terrasz-szerű kiszögellések, honnan elragadó kilátás nyílik a Vág völgyére. A kastély udvara az épület legrégibb része, különösen a jobb szárny, a hol a kápolna is van, melynek faragott, középkori oltárképe valóságos műremek. A bejárattól balra van a tágas főlépcső, melynek egyik ablaknyílásában van elhelyezve az a mult századbeli, remekül dolgozott, aranyozott szán, melyet Mária Terézia királynő is használt. Az emeleten levő tágas és díszes könyvtár, a mellette levő kis múzeum és a családi kincstár, oly kiváló történeti becsü emlékeket, műtárgyakat, ötvösműveket, régiségeket, festményeket, bibliografiai ritkaságokat stb. rejtenek magukban, melyek akármelyik múzeumnak díszére vállhatnának és a melyek e főúri család nagy izléséről és tudományszeretetéről tanúskodnak. E helyiségekhez csatlakoznak a lakószobák és termek, melyek előkelő izléssel vannak berendezve és a melyekben már több ízben szálltak meg uralkodók; így legutóbb I. Ferencz József József király is, kinek hálószobáját művészi kivitelű arczképe díszíti. Érdekes néhány tisztán magyar ízlésben berendezett szoba is, melyeknek berendezése és bútorzata az utolsó darabig a galgóczi uradalmi asztalos- és kárpitosműhelyben készült. A várkastély közelében van a hatalmas terjedelmű, födött lovaglóhelyiség, továbbá a grófi család színházépülete, mindenkor készen álló színpaddal, melyet a család engedelmével, a galgócziak jótékonyczélú hangversenyekhez és színi előadásokhoz gyakran használnak. Lejjebb, a hegyoldalon, a kastélyhoz vezető úttól balra van a hires galgóczi narancsos, melynek narancsfái a szakértők előtt unikum-számba mennek, jobbra pedig a pálmaház, melynek hatalmas pálmapéldányai a ház tetejét áttöréssel fenyegetik. A kastélyból egy másik, gyönyörű részletekben gazdag út, egyenesen a Vág folyó előtt elvonuló országútra vezet; ezen túl egy a víz folyása által működésben tartott óriási vízikerék emeli a vizet egy csatornába, melyen át a parkba ömlik. Tovább balra a Vágon és annak két széles ágán át két hatalmas fahíd vezet, melyeken túl, visszatekintve, remek képet nyujt a sűrű fákkal borított hegytető sötétzöldjéből kifehérlő impozáns kastély.
A község plébániatemploma egyike a legrégiebbeknek. 1661-ben restaurálták és azóta is több izben; de daczára többszöri restaurálásának, mely alkalmakkor sokat rontottak eredetiségén, mégis több érdekes, szép, csúcsíves részletekkel hat. Különösen szép a portáléja. A plébánia kegyura gróf Erdődy Ferencz. A Ferenczrendiek zárdáját és templomát 1465-ben kezdték építeni, de csak 1637-ben fejezték be, gróf Forgách Ádám segítségével. A temető kápolna is egyike Galgócz legrégibb emlékeinek. Impozáns épület még az izraelitáknak mór stilben épült zsinagógája.
A város fennállása óta sok viszontagságos időt látott lezajlani. A hagyomány szerint megvolt már a honfoglalás korában is s Anonymus "Colgoucy" néven említi. 1605-ben Bocskay hadai szállották meg. 1663-ban a törökök dúlták föl; 1703-ban Rákóczy és Bercsényi serege ütközött meg itt Heiszter hadával. 1708-ban volt a nagy pestis, melynek Galgóczon 3300 ember esett áldozatul. A pestis 1739-ben ismét megtizedelte a lakosságot, de ezen túl, egyes nagyobb tűzvészen vagy áradáson kívül, súlyosabb katasztrófa nem érte. Ipari, kereskedelmi és társadalmi élénkségét fennálló intézményei mutatják. Van itt egy takarékpénztár és egy hitelintézet, a szegényebb sorsuak részére két zálogkölcsön-intézet. Az ipartelepek közül felemlíthető gr. Erdődy Ferencz sörgyára és az Eisler Dániel és fia czég maláta-gyára. Társadalmi és jótékonyczélu testületei a kaszinó, a polgári kör, a betegsegélyező-egylet és az önk. tűzoltó-egylet, melynek saját zenekara van. Művelődését kitünő iskolái mozdítják elő, melyek közt első helyen áll a mintaszerűen berendezett és szép épületben elhelyezett állami polgári iskola."
A trianoni diktátumig Nyitra vármegye Galgóci járásához tartozott.
A szlovenszkói Zsidópárt helyi szervezete 1928-ban alakult a városban.

## Népessége
| Év:            | 1994.  | 2004.   | 2014.   | 2024.    |
| -------------- | ------ | ------- | ------- | -------- |
| Emberek száma: | 24 054 | 23 151  | 22 264  | 19 458   |
| Eltérés:       |        | -3,75 % | -3,83 % | -12,60 % |

| Év:            | 2023.  | 2024.   |
| -------------- | ------ | ------- |
| Emberek száma: | 19 774 | 19 458  |
| Eltérés:       |        | -1,59 % |

1880-ban 6410 lakosából 4711 szlovák és 395 magyar anyanyelvű volt. Beregszegen 1248 szlovák és 17 magyar anyanyelvű élt. Vágszentpéteren 416 szlovák és 3 magyar anyanyelvű élt.
1890-ben 7216 lakosából 5526 szlovák és 483 magyar anyanyelvű volt. Beregszegen 1469 szlovák és 24 magyar anyanyelvű lakott. Vágszentpéteren 526 szlovák és 1 magyar anyanyelvű élt.
1900-ban 8833 lakosából 6084 szlovák és 1534 magyar anyanyelvű. Beregszeg 1730 lakosából 1640 szlovák, 53 magyar, 23 német és 14 egyéb anyanyelvű. Vágszentpéteren 602 szlovák és 12 magyar anyanyelvű élt.
1910-ben 7749 lakosából 5645 szlovák, 1401 magyar és 667 német anyanyelvű. Beregszeget 1851-en lakták, ebből 1768 szlovák és 62 magyar anyanyelvű.[forrás?] Vágszentpéteren 617 szlovák és 35 magyar anyanyelvű élt.
1919-ben 767 házában, 8096 lakosából 7105 csehszlovák, 458 magyar, 216 német, 196 ruszin és 121 más nemzetiségű.
1921-ben 8422-en lakták, ebből 7176 csehszlovák és 350 magyar. Beregszegen 1818 csehszlovák és 39 magyar élt. Vágszentpéteren 606 csehszlovák és 13 magyar lakott.
1930-ban 9055 lakosából 8260 csehszlovák és 109 magyar. Beregszeget 2293 csehszlovák és 1 magyar lakta. Vágszentpéteren 736 csehszlovák és 1 magyar élt.
1991-ben 23409-en lakták, ebből 23025 szlovák és 42 magyar.
2001-ben 23729 lakosából 23218 szlovák és 35 magyar volt.
2011-ben 22 701 lakosából 21 220 szlovák, 80 cseh, 24 cigány és 21 magyar.
2021-ben 20556 lakosából 18954 (+46) szlovák, 29 (+19) magyar, 25 (+17) cigány, 4 (+7) ruszin, 181 (+27) egyéb és 1363 ismeretlen nemzetiségű volt.

## Nevezetességei
- Erdődy várkastély (14. század) és a parkjában található egykori színházépület (1802)
- Gótikus plébániatemploma a 16. század óta búcsújáróhely
- Ispotálytemplom (14. század)
- Ferences templom (gótikus és reneszánsz alapokon)
- Hagyományos Szent Mihály napi vásár

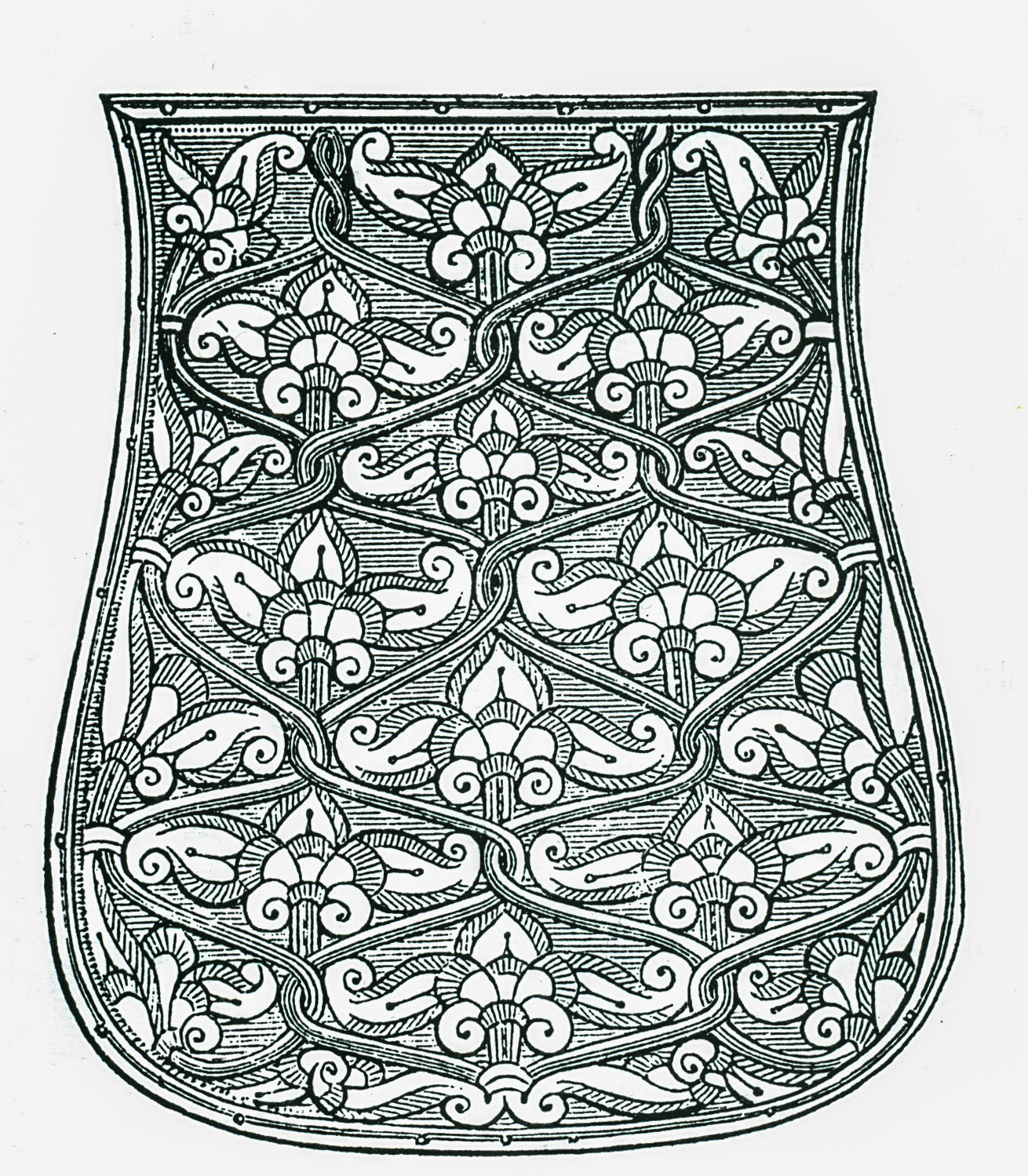
1868-ban került elő Galgóc mellett az első tarsolylemez-lelet a honfoglalás korából

## Híres személyek
- Itt született 1730-ban Arady (Nepomuki) János, Dulcino (Dalmácia) püspöke.
- Itt született 1740-ben Fleischhacker János jogász, jogakadémiai tanár.
- Itt született Bettelheim Sámuel orvos, politikus.
- Itt született 1831-ben Sporzon Pál gazdasági akadémiai tanár.
- Itt született 1852-ben Horváth József jogi szakíró, törvényszéki bíró.
- Itt hunyt el 1844. június 17-én báró Mednyánszky Alajos magyar királyi belső titkos tanácsos, Nyitra vármegye főispánja, író, történész, az MTA tiszteleti tagja, a 19. századi iskolarendszer egyik reformere.
- Itt hunyt el 1914-ben Libertiny Gusztáv királyi tanácsos, tanfelügyelő.
- Itt született Révész Andor újságíró, író.
- A temetőben nyugszik a nagy német költő, Heinrich Heine nagyanyja.
- Itt szolgált Kubicza Vince (1811-1872) római katolikus plébános.
- Itt szolgált Orbók Mór (1853-1930) állami tanítóképző-intézeti igazgató, tankönyvíró.